# Rima Taha
Rima Taha (* 22. März 1987 in Amman) ist eine jordanische Leichtathletin.
Die 1,75 Meter große und 60 Kilogramm schwere Athletin wird in Jordanien von Mohammed Adam trainiert.
Bei den Leichtathletik-Weltmeisterschaften 2003 in Paris lief sie im 100-Meter-Lauf 13,00 Sekunden. Im folgenden Jahr erreichte sie bei einem Wettkampf in Ipoh eine Zeit von 12,91 Sekunden. Bei Wettkämpfen in Algier sprang sie im Weitsprung 5,75 Meter und in Rabat im Dreisprung 11,90 Meter.
2005 sprang sie in Irbid 5,93 Meter. 2006 erreichte sie bei einem Wettkampf in Doha 5,79 Meter sowie bei einem Hallenwettkampf in Pattaya 5,85 Meter. Bei den Leichtathletik-Juniorenweltmeisterschaften 2006 in Peking erreichte sie im Weitsprung eine Weite von 5,52 Metern.
Bei den 17. Asienmeisterschaften in Amman 2007 erreichte sie mit 6,01 Metern im Weitsprung ihre bisher beste Weite. Im 100-Meter-Lauf lief sie 12,99 Sekunden. Bei einem Wettkampf in Kairo erzielte sie im Dreisprung einen Bestwert von 12,27 Metern. Diese Leistung konnte sie 2011 bei einem Wettkampf in Irbid auf 12,45 verbessern.
Bei den Olympischen Sommerspielen 2012 in London nahm sie am 100-Meter-Lauf teil und wurde mit der persönlichen Bestzeit von 12,66 Sekunden Sechste in ihrem Vorlauf. Dies entsprach einem 16. Platz innerhalb der gesamten Vorläufe.